# Pamětní medaile 20. výročí nezávislosti Kazachstánské republiky
Pamětní medaile 20. výročí nezávislosti Kazachstánské republiky (kazašsky Қазақстан Республикасының тәуелсіздігіне 20 жыл) je státní vyznamenání Kazachstánské republiky založené 17. května 2011. Medaile je udílena občanům Kazachstánu i cizím státním příslušníkům za jejich přínos k sociálně-ekonomickému rozvoji, formování státu a posílení jeho suverenity.

## Historie
Pamětní medaile byla založena Nursultanem Nazarbajevem na základě dekretu prezidenta Kazachstánské republiky č. 83 ze dne 17. května 2011.

## Pravidla udílení
Medaile může být udělena jak občanům Kazachstánu, tak i cizím státním příslušníkům za jejich přínos k formování republiky, posílení její suverenity a za její sociálně-ekonomický rozvoj. Návrhy na udělení medaile jsou předkládány prezidentu Kazachstánu například parlamentem, vládou, veřejnými organizacemi a dalšími subjekty. Medaile je udílena jménem prezidenta republiky, který ji také vyznamenaným předává během slavnostního ceremoniálu. Prezident může být v této povinnosti zastoupen některými politiky či státními úředníky. Spolu s medailí je příjemci předáno také osvědčení o udělení vyznamenání. Seznam vyznamenaných, kteří tuto medaili obdrželi, byl zveřejněn ve výnosu prezidenta Kazachstánské republiky č. 172 ze dne 10. listopadu 2011 O odměňování Pamětní medailí 20. výročí nezávislosti Kazachstánské republiky.

## Popis medaile
Medaile pravidelného kulatého tvaru o průměru 34 mm je vyrobena z mosazné slitiny. Na přední straně medaile je v horní části vyobrazeno logo výročí. To má tvar reliéfního čísla 20. Jeho číslo nula má podobu stylizovaného slunce s paprsky. Na pozadí je vlající vlajka. Ve spodní části medaile je reliéfní vyobrazení prezidentského paláce Akorda. Na zadní straně medaile je uprostřed reliéfní nápis Қазақстан Республикасының Тәуелсіздігіне 20 жыл. Ke kovové destičce potažené stuhou je medaile připojena pomocí jednoduchého kroužku.
Stuhou z hedvábného moaré je potažena kovová destička ve tvaru šestiúhelníku. Destička je vysoká 50 mm a široká 32 mm. Stuha je tvořena pruhem červené barvy širokým 16 mm a stejně širokým modrým pruhem. Mezi nimi je mosazná 8 mm široká spona zdobená vavřínovými ratolestmi. Na zadní straně stuhy je špendlík, který slouží k připevnění medaile k oděvu.
Medaile se nosí na stužce nalevo na hrudi. V přítomnosti dalších kazachstánských řádů je umístěna za nimi. Medaile byly vyráběny v kazachstánském městě Öskemen.